# Футбольные клубы Латвии в еврокубках
На странице собраны результаты матчей латвийских футбольных команд в европейских клубных турнирах проводившихся/проводимых под эгидой УЕФА.

## Сезон 1992/93

### «Сконто» Рига
Чемпион Латвийской ССР 1991 года
Предварительный раунд Лиги чемпионов УЕФА
| Команда 1                | Итог | Команда 2 | 1-й матч | 2-й матч |
| ------------------------ | ---- | --------- | -------- | -------- |
| Клаксвикар Итроттарфелаг | 1:6  | Сконто    | 1:3      | 0:3      |

1-й раунд Лиги чемпионов УЕФА
| Команда 1 | Итог | Команда 2 | 1-й матч | 2-й матч |
| --------- | ---- | --------- | -------- | -------- |
| Лех       | 2:0  | Сконто    | 2:0      | 0:0      |

## Сезон 1993/94

### «Сконто» Рига
Чемпион Латвии 1992 года
Предварительный раунд Лиги чемпионов УЕФА
| Команда 1 | Итог           | Команда 2         | 1-й матч | 2-й матч |
| --------- | -------------- | ----------------- | -------- | -------- |
| Сконто    | 1:1 (п. 11:10) | Олимпия (Любляна) | 0:1      | 1:0      |

1-й раунд Лиги чемпионов УЕФА
| Команда 1 | Итог | Команда 2        | 1-й матч | 2-й матч |
| --------- | ---- | ---------------- | -------- | -------- |
| Сконто    | 0:9  | Спартак (Москва) | 0:5      | 0:4      |

### РАФ Елгава
Обладатель Кубка Латвии 1992/93 года
Предварительный раунд Кубка обладателей кубков УЕФА
| Команда 1 | Итог | Команда 2 | 1-й матч | 2-й матч    |
| --------- | ---- | --------- | -------- | ----------- |
| РАФ       | 1:3  | Хавнар    | 1:0      | 0:3 (т. п.) |

## Сезон 1994/95

### «Сконто» Рига
Чемпион Латвии 1993 года
Предварительный раунд Кубка УЕФА
| Команда 1 | Итог      | Команда 2 | 1-й матч | 2-й матч |
| --------- | --------- | --------- | -------- | -------- |
| Сконто    | 1:1 (гв.) | Абердин   | 0:0      | 1:1      |

1-й раунд Кубка УЕФА
| Команда 1 | Итог | Команда 2 | 1-й матч | 2-й матч |
| --------- | ---- | --------- | -------- | -------- |
| Наполи    | 3:0  | Сконто    | 2:0      | 1:0      |

### «Олимпия» Рига
Обладатель Кубка Латвии 1994 года
Предварительный раунд Кубка обладателей кубков УЕФА
| Команда 1  | Итог | Команда 2      | 1-й матч | 2-й матч |
| ---------- | ---- | -------------- | -------- | -------- |
| Будё-Глимт | 6:0  | Олимпия (Рига) | 6:0      | 0:0      |

## Сезон 1995/96

### «Сконто» Рига
Чемпион Латвии 1994 года
Предварительный раунд Кубка УЕФА
| Команда 1 | Итог | Команда 2 | 1-й матч | 2-й матч |
| --------- | ---- | --------- | -------- | -------- |
| Сконто    | 1:2  | Марибор   | 1:0      | 0:2      |

### РАФ Елгава
2-e место в Высшей лиге Латвии 1994 года
Предварительный раунд Кубка УЕФА
| Команда 1 | Итог | Команда 2 | 1-й матч | 2-й матч |
| --------- | ---- | --------- | -------- | -------- |
| Афан Лидо | 1:2  | РАФ       | 1:2      | 0:0      |

1-й раунд Кубка УЕФА
| Команда 1 | Итог | Команда 2 | 1-й матч | 2-й матч |
| --------- | ---- | --------- | -------- | -------- |
| Зимбру    | 3:1  | РАФ       | 1:0      | 2:1      |

### ДАГ/Лиепая
Финалист Кубка Латвии 1995 года
Предварительный раунд Кубка обладателей кубков УЕФА
| Команда 1  | Итог | Команда 2 | 1-й матч    | 2-й матч |
| ---------- | ---- | --------- | ----------- | -------- |
| ДАГ/Лиепая | 3:0  | Лантана   | 3:0 (т. п.) | 0:0      |

1-й раунд Кубка обладателей кубков УЕФА
| Команда 1  | Итог | Команда 2 | 1-й матч | 2-й матч |
| ---------- | ---- | --------- | -------- | -------- |
| ДАГ/Лиепая | 0:13 | Фейеноорд | 0:7      | 0:6      |

## Сезон 1996/97

### «Сконто» Рига
Чемпион Латвии 1995 года
Предварительный раунд Кубка УЕФА
| Команда 1 | Итог | Команда 2 | 1-й матч | 2-й матч |
| --------- | ---- | --------- | -------- | -------- |
| Ньютаун   | 1:7  | Сконто    | 1:4      | 0:3      |

Квалификационный раунд Кубка УЕФА
| Команда 1 | Итог | Команда 2 | 1-й матч | 2-й матч |
| --------- | ---- | --------- | -------- | -------- |
| Сконто    | 1:4  | Мальмё    | 0:3      | 1:1      |

### «Динабург» Даугавпилс
2-e место в Высшей лиге Латвии 1995 года
Предварительный раунд Кубка УЕФА
| Команда 1  | Итог | Команда 2 | 1-й матч | 2-й матч |
| ---------- | ---- | --------- | -------- | -------- |
| Барри Таун | 2:1  | Динабург  | 0:0      | 2:1      |

### «Университате» Рига
Обладатель Кубка Латвии 1996 года
Предварительный раунд Кубка обладателей кубков УЕФА
| Команда 1    | Итог         | Команда 2 | 1-й матч | 2-й матч |
| ------------ | ------------ | --------- | -------- | -------- |
| Университате | 2:2 (п. 2:4) | Вадуц     | 1:1      | 1:1      |

### «Даугава» Рига
5-e место в Высшей лиге Латвии 1995 года
Групповой этап Кубка Интертото УЕФА. Группа 9
| Команда 1              | Счёт | Команда 2        |
| ---------------------- | ---- | ---------------- |
| Университатя (Крайова) | 3:0  | Даугава (Рига)   |
| Даугава (Рига)         | 0:6  | Спартак (Трнава) |
| Чукарички              | 1:3  | Даугава (Рига)   |
| Даугава (Рига)         | 1:2  | Карлсруэ         |

Итоговая таблица
| М | Команда                | И | В | Н | П | Мячи   | ±  | О  |
| - | ---------------------- | - | - | - | - | ------ | -- | -- |
| 1 | Карлсруэ               | 4 | 3 | 1 | 0 | 7 − 2  | +5 | 10 |
| 2 | Университатя (Крайова) | 4 | 3 | 0 | 1 | 7 − 3  | +4 | 9  |
| 3 | Спартак (Трнава)       | 4 | 2 | 1 | 1 | 11 − 3 | +8 | 7  |
| 4 | Даугава (Рига)         | 4 | 1 | 0 | 3 | 4 − 12 | −8 | 3  |
| 5 | Чукарички              | 4 | 0 | 0 | 4 | 2 − 11 | −9 | 0  |

И — игры, В — выигрыши, Н — ничьи, П — проигрыши, Мячи — забитые и пропущенные голы, ± — разница голов, О — очки

## Сезон 1997/98

### «Сконто» Рига
Чемпион Латвии 1996 года
1-й кв. раунд Лиги чемпионов УЕФА
| Команда 1 | Итог | Команда 2 | 1-й матч | 2-й матч |
| --------- | ---- | --------- | -------- | -------- |
| Валлетта  | 1:2  | Сконто    | 1:0      | 0:2      |

2-й кв. раунд Лиги чемпионов УЕФА
| Команда 1 | Итог | Команда 2 | 1-й матч | 2-й матч |
| --------- | ---- | --------- | -------- | -------- |
| Барселона | 4:2  | Сконто    | 3:2      | 1:0      |

1-й раунд Кубка УЕФА
| Команда 1       | Итог | Команда 2 | 1-й матч | 2-й матч |
| --------------- | ---- | --------- | -------- | -------- |
| Реал Вальядолид | 2:1  | Сконто    | 2:0      | 0:1      |

### «Даугава» Рига
2-e место в Высшей лиге Латвии 1996 года
1-й кв. раунд Кубка УЕФА
| Команда 1      | Итог | Команда 2 | 1-й матч | 2-й матч |
| -------------- | ---- | --------- | -------- | -------- |
| Даугава (Рига) | 2:5  | Ворскла   | 1:3      | 1:2      |

### «Динабург» Даугавпилс
Финалист Кубка Латвии 1997 года
Предварительный раунд Кубка обладателей кубков УЕФА
| Команда 1 | Итог | Команда 2 | 1-й матч | 2-й матч |
| --------- | ---- | --------- | -------- | -------- |
| Динабург  | 2:0  | Кяпаз     | 1:0      | 1:0      |

1-й раунд Кубка обладателей кубков УЕФА
| Команда 1   | Итог | Команда 2 | 1-й матч | 2-й матч |
| ----------- | ---- | --------- | -------- | -------- |
| АЕК (Афины) | 9:2  | Динабург  | 5:0      | 4:2      |

### «Университате» Рига
4-e место в Высшей лиге Латвии 1996 года
Групповой этап Кубка Интертото УЕФА. Группа 7
| Команда 1    | Счёт | Команда 2    |
| ------------ | ---- | ------------ |
| Университате | 1:5  | Истанбулспор |
| Вашаш        | 3:0  | Университате |
| Университате | 0:3  | Вердер       |
| Эстер        | 2:1  | Университате |

Итоговая таблица
| М | Команда      | И | В | Н | П | Мячи   | ±   | О  |
| - | ------------ | - | - | - | - | ------ | --- | -- |
| 1 | Истанбулспор | 4 | 3 | 1 | 0 | 10 − 3 | +7  | 10 |
| 2 | Вашаш        | 4 | 3 | 0 | 1 | 9 − 3  | +6  | 9  |
| 3 | Вердер       | 4 | 2 | 1 | 1 | 5 − 3  | +2  | 7  |
| 4 | Эстер        | 4 | 1 | 0 | 3 | 6 − 10 | −4  | 3  |
| 5 | Университате | 4 | 0 | 0 | 4 | 2 − 13 | −11 | 0  |

И — игры, В — выигрыши, Н — ничьи, П — проигрыши, Мячи — забитые и пропущенные голы, ± — разница голов, О — очки

## Сезон 1998/99

### «Сконто» Рига
Чемпион Латвии 1997 года
1-й кв. раунд Лиги чемпионов УЕФА
| Команда 1 | Итог | Команда 2      | 1-й матч | 2-й матч |
| --------- | ---- | -------------- | -------- | -------- |
| Сконто    | 2:1  | Динамо (Минск) | 0:0      | 2:1      |

2-й кв. раунд Лиги чемпионов УЕФА
| Команда 1      | Итог | Команда 2 | 1-й матч | 2-й матч |
| -------------- | ---- | --------- | -------- | -------- |
| Интернационале | 7:1  | Сконто    | 4:0      | 3:1      |

1-й раунд Кубка УЕФА
| Команда 1       | Итог | Команда 2 | 1-й матч | 2-й матч |
| --------------- | ---- | --------- | -------- | -------- |
| Динамо (Москва) | 5:4  | Сконто    | 2:2      | 3:2      |

### «Даугава» Рига
2-e место в Высшей лиге Латвии 1997 года
1-й кв. раунд Кубка УЕФА
| Команда 1 | Итог | Команда 2      | 1-й матч | 2-й матч |
| --------- | ---- | -------------- | -------- | -------- |
| Мура      | 8:2  | Даугава (Рига) | 6:1      | 2:1      |

### «Металлург» Лиепая
Финалист Кубка Латвии 1998 года
Предварительный раунд Кубка обладателей кубков УЕФА
| Команда 1 | Итог | Команда 2 | 1-й матч | 2-й матч |
| --------- | ---- | --------- | -------- | -------- |
| Металлург | 4:3  | Кеблавик  | 4:2      | 0:1      |

1-й раунд Кубка обладателей кубков УЕФА
| Команда 1 | Итог | Команда 2 | 1-й матч | 2-й матч |
| --------- | ---- | --------- | -------- | -------- |
| Металлург | 0:4  | Брага     | 0:0      | 0:4      |

### «Динабург» Даугавпилс
3-e место в Высшей лиге Латвии 1997 года
1-й раунд Кубка Интертото УЕФА
| Команда 1 | Итог | Команда 2   | 1-й матч | 2-й матч |
| --------- | ---- | ----------- | -------- | -------- |
| Динабург  | 2:5  | Озета Дукла | 1:1      | 1:4      |

## Сезон 1999/2000

### «Сконто» Рига
Чемпион Латвии 1998 года
1-й кв. раунд Лиги чемпионов УЕФА
| Команда 1               | Итог | Команда 2 | 1-й матч | 2-й матч |
| ----------------------- | ---- | --------- | -------- | -------- |
| Женесс (Эш-сюр-Альзетт) | 0:10 | Сконто    | 0:2      | 0:8      |

2-й кв. раунд Лиги чемпионов УЕФА
| Команда 1        | Итог | Команда 2 | 1-й матч | 2-й матч |
| ---------------- | ---- | --------- | -------- | -------- |
| Рапид (Бухарест) | 4:5  | Сконто    | 3:3      | 1:2      |

3-й кв. раунд Лиги чемпионов УЕФА
| Команда 1 | Итог | Команда 2 | 1-й матч | 2-й матч |
| --------- | ---- | --------- | -------- | -------- |
| Челси     | 3:0  | Сконто    | 3:0      | 0:0      |

1-й раунд Кубка УЕФА
| Команда 1 | Итог | Команда 2 | 1-й матч | 2-й матч |
| --------- | ---- | --------- | -------- | -------- |
| Сконто    | 1:2  | Видзев    | 1:0      | 0:2      |

### «Рига»
Обладатель Кубка Латвии 1999 года
Квалификационный раунд Kубкa УЕФА
| Команда 1 | Итог | Команда 2    | 1-й матч | 2-й матч |
| --------- | ---- | ------------ | -------- | -------- |
| Рига      | 0:5  | Хельсингборг | 0:0      | 0:5      |

### «Металлург» Лиепая
2-e место в Высшей лиге Латвии 1998 года
Квалификационный раунд Kубкa УЕФА
| Команда 1 | Итог | Команда 2 | 1-й матч | 2-й матч |
| --------- | ---- | --------- | -------- | -------- |
| Металлург | 4:5  | Лех       | 3:2      | 1:3      |

### «Вентспилс»
3-e место в Высшей лиге Латвии 1998 года
1-й раунд Кубка Интертото УЕФА
| Команда 1 | Итог | Команда 2 | 1-й матч | 2-й матч |
| --------- | ---- | --------- | -------- | -------- |
| Волеренга | 1:2  | Вентспилс | 1:0      | 0:2      |

2-й раунд Кубка Интертото УЕФА
| Команда 1 | Итог | Команда 2    | 1-й матч | 2-й матч |
| --------- | ---- | ------------ | -------- | -------- |
| Вентспилс | 1:3  | Коджаэлиспор | 1:1      | 0:2      |

## Сезон 2000/01

### «Сконто» Рига
Чемпион Латвии 1999 года
1-й кв. раунд Лиги чемпионов УЕФА
| Команда 1 | Итог | Команда 2 | 1-й матч | 2-й матч    |
| --------- | ---- | --------- | -------- | ----------- |
| Сконто    | 3:5  | Шамкир    | 2:1      | 1:4 (д. в.) |

### «Металлург» Лиепая
Финалист Кубка Латвии 2000 года
Квалификационный раунд Kубкa УЕФА
| Команда 1 | Итог | Команда 2 | 1-й матч | 2-й матч |
| --------- | ---- | --------- | -------- | -------- |
| Металлург | 1:2  | Бранн     | 1:1      | 0:1      |

### «Вентспилс»
3-e место в Высшей лиге Латвии 1999 года
Квалификационный раунд Kубкa УЕФА
| Команда 1 | Итог | Команда 2 | 1-й матч | 2-й матч    |
| --------- | ---- | --------- | -------- | ----------- |
| Вентспилс | 3:4  | Вашаш     | 2:1      | 1:3 (д. в.) |

### «Динабург» Даугавпилс
4-e место в Высшей лиге Латвии 1999 года
1-й раунд Кубка Интертото УЕФА
| Команда 1   | Итог | Команда 2 | 1-й матч    | 2-й матч |
| ----------- | ---- | --------- | ----------- | -------- |
| Озета Дукла | 0:4  | Динабург  | 0:3 (т. п.) | 0:1      |

2-й раунд Кубка Интертото УЕФА
| Команда 1 | Итог | Команда 2 | 1-й матч | 2-й матч |
| --------- | ---- | --------- | -------- | -------- |
| Динабург  | 0:1  | Ольборг   | 0:0      | 0:1      |

## Сезон 2001/02

### «Сконто» Рига
Чемпион Латвии 2000 года
1-й кв. раунд Лиги чемпионов УЕФА
| Команда 1    | Итог | Команда 2 | 1-й матч | 2-й матч |
| ------------ | ---- | --------- | -------- | -------- |
| Ф91 Дюделанж | 2:6  | Сконто    | 1:6      | 1:0      |

2-й кв. раунд Лиги чемпионов УЕФА
| Команда 1 | Итог | Команда 2      | 1-й матч | 2-й матч |
| --------- | ---- | -------------- | -------- | -------- |
| Сконто    | 1:3  | Висла (Краков) | 1:2      | 0:1      |

### «Динабург» Даугавпилс
Финалист Кубка Латвии 2001 года
Квалификационный раунд Kубкa УЕФА
| Команда 1 | Итог      | Команда 2 | 1-й матч | 2-й матч |
| --------- | --------- | --------- | -------- | -------- |
| Динабург  | 2:2 (гв.) | Осиек     | 2:1      | 0:1      |

### «Вентспилс»
2-e место в Высшей лиге Латвии 2000 года
Квалификационный раунд Kубкa УЕФА
| Команда 1 | Итог | Команда 2 | 1-й матч | 2-й матч |
| --------- | ---- | --------- | -------- | -------- |
| ХИК       | 3:1  | Вентспилс | 2:1      | 1:0      |

### «Металлург» Лиепая
3-e место в Высшей лиге Латвии 2000 года
1-й раунд Кубка Интертото УЕФА
| Команда 1 | Итог | Команда 2 | 1-й матч | 2-й матч |
| --------- | ---- | --------- | -------- | -------- |
| Корк Сити | 1:3  | Металлург | 0:1      | 1:2      |

2-й раунд Кубка Интертото УЕФА
| Команда 1 | Итог | Команда 2 | 1-й матч | 2-й матч |
| --------- | ---- | --------- | -------- | -------- |
| Металлург | 4:8  | Херенвен  | 3:2      | 1:6      |

## Сезон 2002/03

### «Сконто» Рига
Чемпион Латвии 2001 года
1-й кв. раунд Лиги чемпионов УЕФА
| Команда 1 | Итог | Команда 2  | 1-й матч | 2-й матч |
| --------- | ---- | ---------- | -------- | -------- |
| Сконто    | 6:0  | Барри Таун | 5:0      | 1:0      |

2-й кв. раунд Лиги чемпионов УЕФА
| Команда 1 | Итог | Команда 2 | 1-й матч | 2-й матч |
| --------- | ---- | --------- | -------- | -------- |
| Сконто    | 0:2  | Левски    | 0:0      | 0:2      |

### «Вентспилс»
2-e место в Высшей лиге Латвии 2001 года
Квалификационный раунд Kубкa УЕФА
| Команда 1 | Итог | Команда 2 | 1-й матч | 2-й матч |
| --------- | ---- | --------- | -------- | -------- |
| Вентспилс | 3:1  | Лугано    | 3:0      | 0:1      |

1-й раунд Кубка УЕФА
| Команда 1 | Итог | Команда 2 | 1-й матч | 2-й матч |
| --------- | ---- | --------- | -------- | -------- |
| Штутгарт  | 8:2  | Вентспилс | 4:1      | 4:1      |

### «Металлург» Лиепая
3-e место в Высшей лиге Латвии 2001 года
Квалификационный раунд Kубкa УЕФА
| Команда 1 | Итог | Команда 2 | 1-й матч | 2-й матч |
| --------- | ---- | --------- | -------- | -------- |
| Металлург | 2:6  | Кернтен   | 0:2      | 2:4      |

### «Динабург» Даугавпилс
4-e место в Высшей лиге Латвии 2001 года
1-й раунд Кубка Интертото УЕФА
| Команда 1        | Итог | Команда 2 | 1-й матч | 2-й матч |
| ---------------- | ---- | --------- | -------- | -------- |
| Заглембе (Любин) | 1:2  | Динабург  | 1:1      | 0:1      |

2-й раунд Кубка Интертото УЕФА
| Команда 1      | Итог | Команда 2 | 1-й матч | 2-й матч |
| -------------- | ---- | --------- | -------- | -------- |
| Крылья Советов | 4:0  | Динабург  | 3:0      | 1:0      |

## Сезон 2003/04

### «Сконто» Рига
Чемпион Латвии 2002 года
1-й кв. раунд Лиги чемпионов УЕФА
| Команда 1       | Итог      | Команда 2 | 1-й матч | 2-й матч |
| --------------- | --------- | --------- | -------- | -------- |
| Слима Уондерерс | 3:3 (гв.) | Сконто    | 2:0      | 1:3      |

### «Металлург» Лиепая
Финалист Кубка Латвии 2002 года
Квалификационный раунд Kубкa УЕФА
| Команда 1         | Итог | Команда 2 | 1-й матч | 2-й матч |
| ----------------- | ---- | --------- | -------- | -------- |
| Динамо (Бухарест) | 6:3  | Металлург | 5:2      | 1:1      |

### «Вентспилс»
2-e место в Высшей лиге Латвии 2002 года
Квалификационный раунд Kубкa УЕФА
| Команда 1 | Итог      | Команда 2     | 1-й матч | 2-й матч |
| --------- | --------- | ------------- | -------- | -------- |
| Вентспилс | 3:3 (гв.) | Висла (Плоцк) | 1:1      | 2:2      |

1-й раунд Кубка УЕФА
| Команда 1 | Итог | Команда 2 | 1-й матч | 2-й матч |
| --------- | ---- | --------- | -------- | -------- |
| Вентспилс | 1:10 | Русенборг | 1:4      | 0:6      |

### «Динабург» Даугавпилс
4-e место в Высшей лиге Латвии 2002 года
1-й раунд Кубка Интертото УЕФА
| Команда 1 | Итог | Команда 2 | 1-й матч | 2-й матч |
| --------- | ---- | --------- | -------- | -------- |
| Динабург  | 1:2  | Виль      | 1:0      | 0:2      |

## Сезон 2004/05

### «Сконто» Рига
Чемпион Латвии 2003 года
1-й кв. раунд Лиги чемпионов УЕФА
| Команда 1 | Итог | Команда 2 | 1-й матч | 2-й матч |
| --------- | ---- | --------- | -------- | -------- |
| Сконто    | 7:1  | Рил       | 4:0      | 3:1      |

2-й кв. раунд Лиги чемпионов УЕФА
| Команда 1 | Итог | Команда 2   | 1-й матч | 2-й матч |
| --------- | ---- | ----------- | -------- | -------- |
| Сконто    | 1:4  | Трабзонспор | 1:1      | 0:3      |

### «Вентспилс»
Обладатель Кубка Латвии 2003 года
1-й кв. раунд Кубка УЕФА
| Команда 1 | Итог | Команда 2 | 1-й матч | 2-й матч |
| --------- | ---- | --------- | -------- | -------- |
| Б-68      | 0:11 | Вентспилс | 0:3      | 0:8      |

2-й кв. раунд Кубка УЕФА
| Команда 1 | Итог      | Команда 2 | 1-й матч | 2-й матч |
| --------- | --------- | --------- | -------- | -------- |
| Вентспилс | 1:1 (гв.) | Брондбю   | 0:0      | 1:1      |

1-й раунд Кубка УЕФА
| Команда 1 | Итог | Команда 2 | 1-й матч | 2-й матч |
| --------- | ---- | --------- | -------- | -------- |
| Вентспилс | 1:2  | Амика     | 1:1      | 0:1      |

### «Металлург» Лиепая
2-e место в Высшей лиге Латвии 2003 года
1-й кв. раунд Кубка УЕФА
| Команда 1 | Итог | Команда 2 | 1-й матч | 2-й матч |
| --------- | ---- | --------- | -------- | -------- |
| Б-36      | 2:11 | Металлург | 1:3      | 1:8      |

2-й кв. раунд Кубка УЕФА
| Команда 1 | Итог      | Команда 2 | 1-й матч | 2-й матч |
| --------- | --------- | --------- | -------- | -------- |
| Эстер     | 3:3 (гв.) | Металлург | 2:2      | 1:1      |

1-й раунд Кубка УЕФА
| Команда 1 | Итог | Команда 2 | 1-й матч | 2-й матч |
| --------- | ---- | --------- | -------- | -------- |
| Шальке 04 | 9:1  | Металлург | 5:1      | 4:0      |

### «Динабург» Даугавпилс
4-e место в Высшей лиге Латвии 2003 года
1-й раунд Кубка Интертото УЕФА
| Команда 1       | Итог | Команда 2 | 1-й матч | 2-й матч |
| --------------- | ---- | --------- | -------- | -------- |
| Аберистуит Таун | 0:4  | Динабург  | 0:0      | 0:4      |

2-й раунд Кубка Интертото УЕФА
| Команда 1     | Итог | Команда 2 | 1-й матч | 2-й матч |
| ------------- | ---- | --------- | -------- | -------- |
| ОФК (Белград) | 5:1  | Динабург  | 3:1      | 2:0      |

## Сезон 2005/06

### «Сконто» Рига
Чемпион Латвии 2004 года
1-й кв. раунд Лиги чемпионов УЕФА
| Команда 1  | Итог | Команда 2 | 1-й матч | 2-й матч |
| ---------- | ---- | --------- | -------- | -------- |
| Работнички | 6:1  | Сконто    | 6:0      | 0:1      |

### «Вентспилс»
Обладатель Кубка Латвии 2004 года
1-й кв. раунд Кубка УЕФА
| Команда 1 | Итог      | Команда 2 | 1-й матч | 2-й матч |
| --------- | --------- | --------- | -------- | -------- |
| Линфилд   | 2:2 (гв.) | Вентспилс | 1:0      | 1:2      |

### «Металлург» Лиепая
2-e место в Высшей лиге Латвии 2004 года
1-й кв. раунд Кубка УЕФА
| Команда 1 | Итог | Команда 2 | 1-й матч | 2-й матч |
| --------- | ---- | --------- | -------- | -------- |
| Рунавик   | 0:6  | Металлург | 0:3      | 0:3      |

2-й кв. раунд Кубка УЕФА
| Команда 1 | Итог | Команда 2 | 1-й матч | 2-й матч |
| --------- | ---- | --------- | -------- | -------- |
| Металлург | 2:6  | Генк      | 2:3      | 0:3      |

### «Динабург» Даугавпилс
4-e место в Высшей лиге Латвии 2004 года
1-й раунд Кубка Интертото УЕФА
| Команда 1   | Итог | Команда 2 | 1-й матч | 2-й матч |
| ----------- | ---- | --------- | -------- | -------- |
| Бангор Сити | 1:4  | Динабург  | 1:2      | 0:2      |

2-й раунд Кубка Интертото УЕФА
| Команда 1 | Итог | Команда 2 | 1-й матч | 2-й матч |
| --------- | ---- | --------- | -------- | -------- |
| Жальгирис | 3:2  | Динабург  | 2:0      | 1:2      |

## Сезон 2006/07

### «Металлург» Лиепая
Чемпион Латвии 2005 года
1-й кв. раунд Лиги чемпионов УЕФА
| Команда 1 | Итог | Команда 2 | 1-й матч | 2-й матч |
| --------- | ---- | --------- | -------- | -------- |
| Металлург | 2:1  | Актобе    | 1:0      | 1:1      |

2-й кв. раунд Лиги чемпионов УЕФА
| Команда 1 | Итог | Команда 2     | 1-й матч | 2-й матч |
| --------- | ---- | ------------- | -------- | -------- |
| Металлург | 1:8  | Динамо (Киев) | 1:4      | 0:4      |

### «Вентспилс»
Обладатель Кубка Латвии 2005 года
1-й кв. раунд Кубка УЕФА
| Команда 1 | Итог | Команда 2 | 1-й матч | 2-й матч |
| --------- | ---- | --------- | -------- | -------- |
| Вентспилс | 4:1  | Гота      | 2:1      | 2:0      |

2-й кв. раунд Кубка УЕФА
| Команда 1 | Итог | Команда 2       | 1-й матч | 2-й матч |
| --------- | ---- | --------------- | -------- | -------- |
| Вентспилс | 0:1  | Ньюкасл Юнайтед | 0:1      | 0:0      |

### «Сконто» Рига
2-e место в Высшей лиге Латвии 2005 года
1-й кв. раунд Кубка УЕФА
| Команда 1               | Итог | Команда 2 | 1-й матч | 2-й матч |
| ----------------------- | ---- | --------- | -------- | -------- |
| Женесс (Эш-сюр-Альзетт) | 0:5  | Сконто    | 0:2      | 0:3      |

2-й кв. раунд Кубка УЕФА
| Команда 1 | Итог | Команда 2 | 1-й матч | 2-й матч |
| --------- | ---- | --------- | -------- | -------- |
| Мольде    | 2:1  | Сконто    | 0:0      | 2:1      |

### «Динабург» Даугавпилс
4-e место в Высшей лиге Латвии 2005 года
1-й раунд Кубка Интертото УЕФА
| Команда 1 | Итог | Команда 2 | 1-й матч | 2-й матч |
| --------- | ---- | --------- | -------- | -------- |
| Динабург  | 2:1  | Хавнар    | 1:1      | 1:0      |

2-й раунд Кубка Интертото УЕФА
| Команда 1 | Итог | Команда 2 | 1-й матч | 2-й матч |
| --------- | ---- | --------- | -------- | -------- |
| Хиберниан | 8:0  | Динабург  | 5:0      | 3:0      |

## Сезон 2007/08

### «Вентспилс»
Чемпион Латвии 2006 года
1-й кв. раунд Лиги чемпионов УЕФА
| Команда 1  | Итог      | Команда 2 | 1-й матч | 2-й матч |
| ---------- | --------- | --------- | -------- | -------- |
| Нью-Сейнтс | 4:4 (гв.) | Вентспилс | 3:2      | 1:2      |

2-й кв. раунд Лиги чемпионов УЕФА
| Команда 1 | Итог | Команда 2 | 1-й матч | 2-й матч |
| --------- | ---- | --------- | -------- | -------- |
| Вентспилс | 0:7  | Ред Булл  | 0:3      | 0:4      |

### «Металлург» Лиепая
Обладатель Кубка Латвии 2006 года
1-й кв. раунд Кубка УЕФА
| Команда 1 | Итог | Команда 2      | 1-й матч | 2-й матч |
| --------- | ---- | -------------- | -------- | -------- |
| Металлург | 3:2  | Динамо (Брест) | 1:1      | 2:1      |

2-й кв. раунд Кубка УЕФА
| Команда 1 | Итог | Команда 2 | 1-й матч | 2-й матч |
| --------- | ---- | --------- | -------- | -------- |
| Металлург | 3:4  | АИК       | 3:2      | 0:2      |

### «Сконто» Рига
3-e место в Высшей лиге Латвии 2006 года
1-й кв. раунд Кубка УЕФА
| Команда 1 | Итог | Команда 2      | 1-й матч | 2-й матч |
| --------- | ---- | -------------- | -------- | -------- |
| Сконто    | 1:3  | Динамо (Минск) | 1:1      | 0:2      |

### «Динабург» Даугавпилс
4-e место в Высшей лиге Латвии 2006 года
1-й раунд Кубка Интертото УЕФА
| Команда 1   | Итог | Команда 2 | 1-й матч | 2-й матч |
| ----------- | ---- | --------- | -------- | -------- |
| Клифтонвилл | 2:1  | Динабург  | 1:1      | 1:0      |

## Сезон 2008/09

### «Вентспилс»
Чемпион Латвии 2007 года
1-й кв. раунд Лиги чемпионов УЕФА
| Команда 1 | Итог | Команда 2 | 1-й матч | 2-й матч |
| --------- | ---- | --------- | -------- | -------- |
| Лланелли  | 1:4  | Вентспилс | 1:0      | 0:4      |

2-й кв. раунд Лиги чемпионов УЕФА
| Команда 1 | Итог      | Команда 2 | 1-й матч | 2-й матч |
| --------- | --------- | --------- | -------- | -------- |
| Бранн     | 2:2 (гв.) | Вентспилс | 1:0      | 1:2      |

### «Олимп» Рига
Финалист Кубка Латвии 2007 года
1-й кв. раунд Кубка УЕФА
| Команда 1 | Итог | Команда 2            | 1-й матч | 2-й матч |
| --------- | ---- | -------------------- | -------- | -------- |
| Олимп     | 0:3  | Сент-Патрикс Атлетик | 0:1      | 0:2      |

### «Металлург» Лиепая
2-e место в Высшей лиге Латвии 2007 года
1-й кв. раунд Кубка УЕФА
| Команда 1 | Итог | Команда 2 | 1-й матч | 2-й матч |
| --------- | ---- | --------- | -------- | -------- |
| Гленторан | 1:3  | Металлург | 1:1      | 0:2      |

2-й кв. раунд Кубка УЕФА
| Команда 1 | Итог | Команда 2 | 1-й матч | 2-й матч |
| --------- | ---- | --------- | -------- | -------- |
| Металлург | 1:5  | Васлуй    | 0:2      | 1:3      |

### «Рига»
3-e место в Высшей лиге Латвии 2007 года
1-й раунд Кубка Интертото УЕФА
| Команда 1 | Итог | Команда 2 | 1-й матч | 2-й матч |
| --------- | ---- | --------- | -------- | -------- |
| Рига      | 3:2  | Филкир    | 1:2      | 2:0      |

2-й раунд Кубка Интертото УЕФА
| Команда 1 | Итог      | Команда 2 | 1-й матч | 2-й матч |
| --------- | --------- | --------- | -------- | -------- |
| Рига      | 2:2 (гв.) | Богемианс | 1:0      | 1:2      |

3-й раунд Кубка Интертото УЕФА
| Команда 1 | Итог | Команда 2 | 1-й матч | 2-й матч |
| --------- | ---- | --------- | -------- | -------- |
| Эльфсборг | 1:0  | Рига      | 1:0      | 0:0      |

## Сезон 2009/10

### «Вентспилс»
Чемпион Латвии 2008 года
2-й кв. раунд Лиги чемпионов УЕФА
| Команда 1 | Итог | Команда 2    | 1-й матч | 2-й матч |
| --------- | ---- | ------------ | -------- | -------- |
| Вентспилс | 6:1  | Ф91 Дюделанж | 3:0      | 3:1      |

3-й кв. раунд Лиги чемпионов УЕФА
| Команда 1 | Итог      | Команда 2 | 1-й матч | 2-й матч |
| --------- | --------- | --------- | -------- | -------- |
| Вентспилс | 2:2 (гв.) | БАТЭ      | 1:0      | 1:2      |

Раунд плей-офф Лиги чемпионов УЕФА
| Команда 1 | Итог | Команда 2 | 1-й матч | 2-й матч |
| --------- | ---- | --------- | -------- | -------- |
| Вентспилс | 1:5  | Цюрих     | 0:3      | 1:2      |

Групповой этап Лиги Европы УЕФА. Группа D
| Команда 1           | Счёт | Команда 2           |
| ------------------- | ---- | ------------------- |
| Герта               | 1:1  | Вентспилс           |
| Вентспилс           | 0:0  | Херенвен            |
| Вентспилс           | 1:2  | Спортинг (Лиссабон) |
| Спортинг (Лиссабон) | 1:1  | Вентспилс           |
| Вентспилс           | 0:1  | Герта (Берлин)      |
| Херенвен            | 5:0  | Вентспилс           |

Итоговая таблица
| М | Команда             | И | В | Н | П | Мячи   | ±  | О  |
| - | ------------------- | - | - | - | - | ------ | -- | -- |
| 1 | Спортинг (Лиссабон) | 6 | 3 | 2 | 1 | 8 − 6  | +2 | 11 |
| 2 | Герта               | 6 | 3 | 1 | 2 | 6 − 5  | +1 | 10 |
| 3 | Херенвен            | 6 | 2 | 2 | 2 | 11 − 7 | +4 | 8  |
| 4 | Вентспилс           | 6 | 0 | 3 | 3 | 3 − 10 | −7 | 3  |

И — игры, В — выигрыши, Н — ничьи, П — проигрыши, Мячи — забитые и пропущенные голы, ± — разница голов, О — очки

### «Металлург» Лиепая
2-e место в Высшей лиге Латвии 2008 года
2-й кв. раунд Лиги Европы УЕФА
| Команда 1 | Итог | Команда 2        | 1-й матч | 2-й матч |
| --------- | ---- | ---------------- | -------- | -------- |
| Металлург | 3:4  | Динамо (Тбилиси) | 2:1      | 1:3      |

### «Сконто» Рига
3-e место в Высшей лиге Латвии 2008 года
2-й кв. раунд Лиги Европы УЕФА
| Команда 1 | Итог | Команда 2  | 1-й матч | 2-й матч |
| --------- | ---- | ---------- | -------- | -------- |
| Сконто    | 1:2  | Дерри Сити | 1:1      | 0:1      |

### «Динабург» Даугавпилс
4-e место в Высшей лиге Латвии 2008 года
1-й кв. раунд Лиги Европы УЕФА
| Команда 1 | Итог | Команда 2   | 1-й матч | 2-й матч |
| --------- | ---- | ----------- | -------- | -------- |
| Динабург  | 2:1  | Нымме Калью | 2:1      | 0:0      |

2-й кв. раунд Лиги Европы УЕФА
| Команда 1   | Итог | Команда 2 | 1-й матч | 2-й матч |
| ----------- | ---- | --------- | -------- | -------- |
| Бней Иегуда | 5:0  | Динабург  | 4:0      | 1:0      |

## Сезон 2010/11

### «Металлург» Лиепая
Чемпион Латвии 2009 года
2-й кв. раунд Лиги чемпионов УЕФА
| Команда 1 | Итог | Команда 2      | 1-й матч | 2-й матч |
| --------- | ---- | -------------- | -------- | -------- |
| Металлург | 0:5  | Спарта (Прага) | 0:3      | 0:2      |

### «Елгава»
Обладатель Кубка Латвии 2009/10 года
2-й кв. раунд Лиги Европы УЕФА
| Команда 1 | Итог      | Команда 2 | 1-й матч | 2-й матч |
| --------- | --------- | --------- | -------- | -------- |
| Мольде    | 2:2 (гв.) | Елгава    | 1:0      | 1:2      |

### «Вентспилс»
2-e место в Высшей лиге Латвии 2009 года
2-й кв. раунд Лиги Европы УЕФА
| Команда 1 | Итог | Команда 2 | 1-й матч | 2-й матч |
| --------- | ---- | --------- | -------- | -------- |
| Вентспилс | 1:3  | Тетекс    | 0:0      | 1:3      |

### «Сконто» Рига
3-e место в Высшей лиге Латвии 2009 года
1-й кв. раунд Лиги Европы УЕФА
| Команда 1 | Итог | Команда 2 | 1-й матч | 2-й матч |
| --------- | ---- | --------- | -------- | -------- |
| Портадаун | 2:1  | Сконто    | 1:1      | 1:0      |

## Сезон 2011/12

### «Сконто» Рига
Чемпион Латвии 2010 года
2-й кв. раунд Лиги чемпионов УЕФА
| Команда 1 | Итог | Команда 2      | 1-й матч | 2-й матч |
| --------- | ---- | -------------- | -------- | -------- |
| Сконто    | 0:3  | Висла (Краков) | 0:1      | 0:2      |

### «Вентспилс»
Обладатель Кубка Латвии 2010/11 года
2-й кв. раунд Лиги Европы УЕФА
| Команда 1 | Итог | Команда 2 | 1-й матч | 2-й матч |
| --------- | ---- | --------- | -------- | -------- |
| Шахтёр    | 2:4  | Вентспилс | 0:1      | 2:3      |

3-й кв. раунд Лиги Европы УЕФА
| Команда 1 | Итог | Команда 2     | 1-й матч | 2-й матч |
| --------- | ---- | ------------- | -------- | -------- |
| Вентспилс | 1:9  | Црвена звезда | 1:2      | 0:7      |

### «Металлург» Лиепая
3-e место в Высшей лиге Латвии 2010 года
2-й кв. раунд Лиги Европы УЕФА
| Команда 1 | Итог | Команда 2            | 1-й матч | 2-й матч |
| --------- | ---- | -------------------- | -------- | -------- |
| Металлург | 1:4  | Ред Булл (Зальцбург) | 1:4      | 0:0      |

### «Даугава» Даугавпилс
4-e место в Высшей лиге Латвии 2010 года
1-й кв. раунд Лиги Европы УЕФА
| Команда 1            | Итог | Команда 2 | 1-й матч | 2-й матч |
| -------------------- | ---- | --------- | -------- | -------- |
| Даугава (Даугавпилс) | 1:7  | Тромсё    | 0:5      | 1:2      |

## Сезон 2012/13

### «Вентспилс»
Чемпион Латвии 2011 года
2-й кв. раунд Лиги чемпионов УЕФА
| Команда 1 | Итог | Команда 2 | 1-й матч | 2-й матч |
| --------- | ---- | --------- | -------- | -------- |
| Мольде    | 4:1  | Вентспилс | 3:0      | 1:1      |

### «Сконто» Рига
Обладатель Кубка Латвии 2011/12 года
2-й кв. раунд Лиги Европы УЕФА
| Команда 1      | Итог | Команда 2 | 1-й матч | 2-й матч |
| -------------- | ---- | --------- | -------- | -------- |
| Хайдук (Сплит) | 2:1  | Сконто    | 2:0      | 0:1      |

### «Металлург» Лиепая
2-e место в Высшей лиге Латвии 2011 года
1-й кв. раунд Лиги Европы УЕФА
| Команда 1  | Итог | Команда 2 | 1-й матч | 2-й матч |
| ---------- | ---- | --------- | -------- | -------- |
| Ла Фиорита | 0:6  | Металлург | 0:2      | 0:4      |

2-й кв. раунд Лиги Европы УЕФА
| Команда 1 | Итог | Команда 2 | 1-й матч | 2-й матч |
| --------- | ---- | --------- | -------- | -------- |
| Металлург | 3:7  | Легия     | 2:2      | 1:5      |

### «Даугава» Даугавпилс
3-e место в Высшей лиге Латвии 2011 года
1-й кв. раунд Лиги Европы УЕФА
| Команда 1 | Итог      | Команда 2            | 1-й матч | 2-й матч |
| --------- | --------- | -------------------- | -------- | -------- |
| Судува    | 3:3 (гв.) | Даугава (Даугавпилс) | 0:1      | 3:2      |

## Сезон 2013/14

### «Даугава» Даугавпилс
Чемпион Латвии 2012 года
2-й кв. раунд Лиги чемпионов УЕФА
| Команда 1 | Итог | Команда 2            | 1-й матч | 2-й матч |
| --------- | ---- | -------------------- | -------- | -------- |
| Эльфсборг | 11:1 | Даугава (Даугавпилс) | 7:1      | 4:0      |

### «Вентспилс»
Обладатель Кубка Латвии 2012/13 года
1-й кв. раунд Лиги Европы УЕФА
| Команда 1 | Итог      | Команда 2 | 1-й матч | 2-й матч |
| --------- | --------- | --------- | -------- | -------- |
| Эйрбас    | 1:1 (гв.) | Вентспилс | 1:1      | 0:0      |

2-й кв. раунд Лиги Европы УЕФА
| Команда 1 | Итог | Команда 2               | 1-й матч | 2-й матч |
| --------- | ---- | ----------------------- | -------- | -------- |
| Вентспилс | 5:1  | Женесс (Эш-сюр-Альзетт) | 1:0      | 4:1      |

3-й кв. раунд Лиги Европы УЕФА
| Команда 1 | Итог | Команда 2       | 1-й матч | 2-й матч |
| --------- | ---- | --------------- | -------- | -------- |
| Вентспилс | 0:3  | Маккаби (Хайфа) | 0:0      | 0:3      |

### «Сконто» Рига
2-e место в Высшей лиге Латвии 2012 года
1-й кв. раунд Лиги Европы УЕФА
| Команда 1 | Итог         | Команда 2 | 1-й матч | 2-й матч |
| --------- | ------------ | --------- | -------- | -------- |
| Тирасполь | 1:1 (п. 2:4) | Сконто    | 0:1      | 1:0      |

2-й кв. раунд Лиги Европы УЕФА
| Команда 1 | Итог      | Команда 2        | 1-й матч | 2-й матч |
| --------- | --------- | ---------------- | -------- | -------- |
| Сконто    | 2:2 (гв.) | Слован (Либерец) | 2:1      | 0:1      |

### «Металлург» Лиепая
4-e место в Высшей лиге Латвии 2012 года
1-й кв. раунд Лиги Европы УЕФА
| Команда 1      | Итог         | Команда 2 | 1-й матч | 2-й матч |
| -------------- | ------------ | --------- | -------- | -------- |
| Престатин Таун | 3:3 (п. 4:3) | Металлург | 1:2      | 2:1      |

## Сезон 2014/15

### «Вентспилс»
Чемпион Латвии 2013 года
2-й кв. раунд Лиги чемпионов УЕФА
| Команда 1 | Итог | Команда 2 | 1-й матч | 2-й матч |
| --------- | ---- | --------- | -------- | -------- |
| Мальмё    | 1:0  | Вентспилс | 0:0      | 1:0      |

### «Елгава»
Обладатель Кубка Латвии 2013/14 года
1-й кв. раунд Лиги Европы УЕФА
| Команда 1 | Итог | Команда 2 | 1-й матч | 2-й матч |
| --------- | ---- | --------- | -------- | -------- |
| Русенборг | 6:0  | Елгава    | 4:0      | 2:0      |

### «Даугава» Даугавпилс
3-e место в Высшей лиге Латвии 2013 года
1-й кв. раунд Лиги Европы УЕФА
| Команда 1 | Итог | Команда 2            | 1-й матч | 2-й матч |
| --------- | ---- | -------------------- | -------- | -------- |
| Викингур  | 3:2  | Даугава (Даугавпилс) | 2:1      | 1:1      |

### «Даугава» Рига
4-e место в Высшей лиге Латвии 2013 года
1-й кв. раунд Лиги Европы УЕФА
| Команда 1 | Итог | Команда 2      | 1-й матч | 2-й матч |
| --------- | ---- | -------------- | -------- | -------- |
| Абердин   | 8:0  | Даугава (Рига) | 5:0      | 3:0      |

## Сезон 2015/16

### «Вентспилс»
Чемпион Латвии 2014 года
2-й кв. раунд Лиги чемпионов УЕФА
| Команда 1 | Итог | Команда 2 | 1-й матч | 2-й матч |
| --------- | ---- | --------- | -------- | -------- |
| Вентспилс | 1:4  | ХИК       | 1:3      | 0:1      |

### «Елгава»
Обладатель Кубка Латвии 2014/15 года
1-й кв. раунд Лиги Европы УЕФА
| Команда 1 | Итог      | Команда 2 | 1-й матч | 2-й матч |
| --------- | --------- | --------- | -------- | -------- |
| Елгава    | 3:3 (гв.) | Литекс    | 1:1      | 2:2      |

2-й кв. раунд Лиги Европы УЕФА
| Команда 1 | Итог | Команда 2  | 1-й матч | 2-й матч |
| --------- | ---- | ---------- | -------- | -------- |
| Елгава    | 1:2  | Работнички | 1:0      | 0:2      |

### «Сконто» Рига
2-e место в Высшей лиге Латвии 2014 года
1-й кв. раунд Лиги Европы УЕФА
| Команда 1 | Итог | Команда 2            | 1-й матч | 2-й матч |
| --------- | ---- | -------------------- | -------- | -------- |
| Сконто    | 4:1  | Сент-Патрикс Атлетик | 2:1      | 2:0      |

2-й кв. раунд Лиги Европы УЕФА
| Команда 1 | Итог | Команда 2 | 1-й матч | 2-й матч |
| --------- | ---- | --------- | -------- | -------- |
| Сконто    | 4:11 | Дебрецен  | 2:2      | 2:9      |

### «Спартак» Юрмала
6-e место в Высшей лиге Латвии 2014 года
1-й кв. раунд Лиги Европы УЕФА
| Команда 1 | Итог | Команда 2 | 1-й матч | 2-й матч |
| --------- | ---- | --------- | -------- | -------- |
| Будучност | 1:3  | Спартак   | 1:3      | 0:0      |

2-й кв. раунд Лиги Европы УЕФА
| Команда 1 | Итог | Команда 2 | 1-й матч | 2-й матч |
| --------- | ---- | --------- | -------- | -------- |
| Войводина | 4:1  | Спартак   | 3:0      | 1:1      |

## Сезон 2016/17

### «Лиепая»
Чемпион Латвии 2015 года
2-й кв. раунд Лиги чемпионов УЕФА
| Команда 1            | Итог | Команда 2 | 1-й матч | 2-й матч |
| -------------------- | ---- | --------- | -------- | -------- |
| Ред Булл (Зальцбург) | 3:0  | Лиепая    | 1:0      | 2:0      |

### «Елгава»
Обладатель Кубка Латвии 2015/16 года
1-й кв. раунд Лиги Европы УЕФА
| Команда 1  | Итог | Команда 2 | 1-й матч | 2-й матч |
| ---------- | ---- | --------- | -------- | -------- |
| Брейдаблик | 4:5  | Елгава    | 2:3      | 2:2      |

2-й кв. раунд Лиги Европы УЕФА
| Команда 1           | Итог | Команда 2 | 1-й матч | 2-й матч |
| ------------------- | ---- | --------- | -------- | -------- |
| Слован (Братислава) | 0:3  | Елгава    | 0:0      | 0:3      |

3-й кв. раунд Лиги Европы УЕФА
| Команда 1 | Итог | Команда 2 | 1-й матч | 2-й матч |
| --------- | ---- | --------- | -------- | -------- |
| Елгава    | 1:4  | Бейтар    | 1:1      | 0:3      |

### «Вентспилс»
3-e место в Высшей лиге Латвии 2015 года
1-й кв. раунд Лиги Европы УЕФА
| Команда 1 | Итог | Команда 2 | 1-й матч | 2-й матч |
| --------- | ---- | --------- | -------- | -------- |
| Вентспилс | 4:0  | Викингур  | 2:0      | 2:0      |

2-й кв. раунд Лиги Европы УЕФА
| Команда 1 | Итог | Команда 2 | 1-й матч | 2-й матч |
| --------- | ---- | --------- | -------- | -------- |
| Абердин   | 4:0  | Вентспилс | 3:0      | 1:0      |

### «Спартак» Юрмала
5-e место в Высшей лиге Латвии 2015 года
1-й кв. раунд Лиги Европы УЕФА
| Команда 1      | Итог | Команда 2 | 1-й матч | 2-й матч |
| -------------- | ---- | --------- | -------- | -------- |
| Динамо (Минск) | 4:1  | Спартак   | 2:1      | 2:0      |

## Сезон 2017/18

### «Спартак» Юрмала
Чемпион Латвии 2016 года
2-й кв. раунд Лиги чемпионов УЕФА
| Команда 1 | Итог | Команда 2 | 1-й матч | 2-й матч |
| --------- | ---- | --------- | -------- | -------- |
| Спартак   | 1:2  | Астана    | 0:1      | 1:1      |

### «Вентспилс»
Обладатель Кубка Латвии 2016/17 года
1-й кв. раунд Лиги Европы УЕФА
| Команда 1 | Итог | Команда 2 | 1-й матч | 2-й матч |
| --------- | ---- | --------- | -------- | -------- |
| Вентспилс | 0:1  | Валюр     | 0:0      | 0:1      |

### «Елгава»
2-e место в Высшей лиге Латвии 2016 года
1-й кв. раунд Лиги Европы УЕФА
| Команда 1   | Итог | Команда 2 | 1-й матч | 2-й матч |
| ----------- | ---- | --------- | -------- | -------- |
| Ференцварош | 3:0  | Елгава    | 2:0      | 1:0      |

### «Лиепая»
4-e место в Высшей лиге Латвии 2016 года
1-й кв. раунд Лиги Европы УЕФА
| Команда 1  | Итог      | Команда 2 | 1-й матч | 2-й матч |
| ---------- | --------- | --------- | -------- | -------- |
| Крусейдерс | 3:3 (гв.) | Лиепая    | 3:1      | 0:2      |

2-й кв. раунд Лиги Европы УЕФА
| Команда 1 | Итог | Команда 2 | 1-й матч | 2-й матч |
| --------- | ---- | --------- | -------- | -------- |
| Лиепая    | 1:2  | Судува    | 0:2      | 1:0      |

## Сезон 2018/19

### «Спартак» Юрмала
Чемпион Латвии 2017 года
1-й кв. раунд Лиги чемпионов УЕФА
| Команда 1 | Итог | Команда 2     | 1-й матч | 2-й матч |
| --------- | ---- | ------------- | -------- | -------- |
| Спартак   | 0:2  | Црвена звезда | 0:0      | 0:2      |

2-й кв. раунд Лиги Европы УЕФА
| Команда 1 | Итог | Команда 2  | 1-й матч | 2-й матч |
| --------- | ---- | ---------- | -------- | -------- |
| Спартак   | 9:0  | Ла Фиорита | 6:0      | 3:0      |

3-й кв. раунд Лиги Европы УЕФА
| Команда 1 | Итог | Команда 2 | 1-й матч | 2-й матч |
| --------- | ---- | --------- | -------- | -------- |
| Спартак   | 0:1  | Судува    | 0:1      | 0:0      |

### «Лиепая»
Обладатель Кубка Латвии 2017 года
1-й кв. раунд Лиги Европы УЕФА
| Команда 1 | Итог | Команда 2 | 1-й матч | 2-й матч |
| --------- | ---- | --------- | -------- | -------- |
| Лиепая    | 2:4  | Хеккен    | 0:3      | 2:1      |

### «Рига»
3-e место в Высшей лиге Латвии 2017 года
1-й кв. раунд Лиги Европы УЕФА
| Команда 1    | Итог         | Команда 2 | 1-й матч | 2-й матч |
| ------------ | ------------ | --------- | -------- | -------- |
| ЦСКА (София) | 1:1 (п. 5:3) | Рига      | 1:0      | 0:1      |

### «Вентспилс»
4-e место в Высшей лиге Латвии 2017 года
1-й кв. раунд Лиги Европы УЕФА
| Команда 1 | Итог | Команда 2 | 1-й матч | 2-й матч |
| --------- | ---- | --------- | -------- | -------- |
| Вентспилс | 8:3  | Люфтетари | 5:0      | 3:3      |

2-й кв. раунд Лиги Европы УЕФА
| Команда 1 | Итог | Команда 2 | 1-й матч | 2-й матч |
| --------- | ---- | --------- | -------- | -------- |
| Вентспилс | 1:3  | Бордо     | 0:1      | 1:2      |

## Сезон 2019/20

### «Рига»
Чемпион Латвии 2018 года
1-й кв. раунд Лиги чемпионов УЕФА
| Команда 1 | Итог         | Команда 2 | 1-й матч | 2-й матч |
| --------- | ------------ | --------- | -------- | -------- |
| Дандолк   | 0:0 (п. 5:4) | Рига      | 0:0      | 0:0      |

2-й кв. раунд Лиги Европы УЕФА
| Команда 1 | Итог      | Команда 2 | 1-й матч | 2-й матч |
| --------- | --------- | --------- | -------- | -------- |
| Пяст      | 4:4 (гв.) | Рига      | 3:2      | 1:2      |

3-й кв. раунд Лиги Европы УЕФА
| Команда 1 | Итог      | Команда 2 | 1-й матч | 2-й матч |
| --------- | --------- | --------- | -------- | -------- |
| Рига      | 3:3 (гв.) | ХИК       | 1:1      | 2:2      |

Раунд плей-офф Лиги Европы УЕФА
| Команда 1  | Итог | Команда 2 | 1-й матч | 2-й матч |
| ---------- | ---- | --------- | -------- | -------- |
| Копенгаген | 3:2  | Рига      | 3:1      | 0:1      |

### «Вентспилс»
2-e место в Высшей лиге Латвии 2018 года
1-й кв. раунд Лиги Европы УЕФА
| Команда 1 | Итог | Команда 2 | 1-й матч | 2-й матч |
| --------- | ---- | --------- | -------- | -------- |
| Вентспилс | 3:1  | Теута     | 3:0      | 0:1      |

2-й кв. раунд Лиги Европы УЕФА
| Команда 1 | Итог | Команда 2     | 1-й матч | 2-й матч |
| --------- | ---- | ------------- | -------- | -------- |
| Вентспилс | 6:2  | Гзира Юнайтед | 4:0      | 2:2      |

3-й кв. раунд Лиги Европы УЕФА
| Команда 1 | Итог | Команда 2           | 1-й матч | 2-й матч |
| --------- | ---- | ------------------- | -------- | -------- |
| Вентспилс | 0:9  | Витория (Гимарайнш) | 0:3      | 0:6      |

### РФС Рига
3-e место в Высшей лиге Латвии 2018 года
1-й кв. раунд Лиги Европы УЕФА
| Команда 1         | Итог | Команда 2 | 1-й матч | 2-й матч |
| ----------------- | ---- | --------- | -------- | -------- |
| Олимпия (Любляна) | 4:3  | РФС       | 2:3      | 2:0      |

### «Лиепая»
4-e место в Высшей лиге Латвии 2018 года
1-й кв. раунд Лиги Европы УЕФА
| Команда 1 | Итог | Команда 2      | 1-й матч | 2-й матч |
| --------- | ---- | -------------- | -------- | -------- |
| Лиепая    | 3:2  | Динамо (Минск) | 1:1      | 2:1      |

2-й кв. раунд Лиги Европы УЕФА
| Команда 1  | Итог | Команда 2 | 1-й матч | 2-й матч |
| ---------- | ---- | --------- | -------- | -------- |
| Норрчёпинг | 3:0  | Лиепая    | 2:0      | 1:0      |

## Сезон 2020/21
В 2020 году отборочные раунды из-за пандемии коронавируса и вследствие оптимизации календаря состояли из одного матча, хозяева поля были определены жеребьёвкой.

### «Рига»
Чемпион Латвии 2019 года
1-й кв. раунд Лиги чемпионов УЕФА
| Дата       | Хозяева             | Счёт | Гости |
| ---------- | ------------------- | ---- | ----- |
| 19.08.2020 | Маккаби (Тель-Авив) | 2:0  | Рига  |

2-й кв. раунд Лиги Европы УЕФА
| Дата       | Хозяева | Счёт | Гости     |
| ---------- | ------- | ---- | --------- |
| 17.09.2020 | Рига    | 1:0  | Тре Фьори |

3-й кв. раунд Лиги Европы УЕФА
| Дата       | Хозяева | Счёт | Гости  |
| ---------- | ------- | ---- | ------ |
| 24.09.2020 | Рига    | 0:1  | Селтик |

### РФС Рига
Обладатель Кубка Латвии 2019 года
1-й кв. раунд Лиги Европы УЕФА
| Дата       | Хозяева  | Счёт | Гости |
| ---------- | -------- | ---- | ----- |
| 27.08.2020 | Партизан | 1:0  | РФС   |

### «Вентспилс»
3-e место в Высшей лиге Латвии 2019 года
1-й кв. раунд Лиги Европы УЕФА
| Дата       | Хозяева   | Счёт | Гости       |
| ---------- | --------- | ---- | ----------- |
| 27.08.2020 | Вентспилс | 2:1  | Динамо-Авто |

2-й кв. раунд Лиги Европы УЕФА
| Дата       | Хозяева   | Счёт | Гости     |
| ---------- | --------- | ---- | --------- |
| 17.09.2020 | Вентспилс | 1:5  | Русенборг |

### «Валмиера»
4-e место в Высшей лиге Латвии 2019 года
1-й кв. раунд Лиги Европы УЕФА
| Дата       | Хозяева | Счёт | Гости    |
| ---------- | ------- | ---- | -------- |
| 27.08.2020 | Лех     | 3:0  | Валмиера |

## Сезон 2021/22

### «Рига»
Чемпион Латвии 2020 года
1-й кв. раунд Лиги чемпионов УЕФА
| Команда 1 | Итог | Команда 2 | 1-й матч | 2-й матч |
| --------- | ---- | --------- | -------- | -------- |
| Мальмё    | 2:1  | Рига      | 1:0      | 1:1      |

2-й кв. раунд Лиги конференций УЕФА
| Команда 1 | Итог | Команда 2 | 1-й матч | 2-й матч |
| --------- | ---- | --------- | -------- | -------- |
| Рига      | 3:0  | Шкендия   | 2:0      | 1:0      |

3-й кв. раунд Лиги конференций УЕФА
| Команда 1 | Итог | Команда 2  | 1-й матч | 2-й матч    |
| --------- | ---- | ---------- | -------- | ----------- |
| Рига      | 4:2  | Хибернианс | 0:1      | 4:1 (д. в.) |

Раунд плей-офф Лиги конференций УЕФА
| Команда 1 | Итог | Команда 2         | 1-й матч | 2-й матч    |
| --------- | ---- | ----------------- | -------- | ----------- |
| Рига      | 2:4  | Линкольн Ред Импс | 1:1      | 1:3 (д. в.) |

### «Лиепая»
Обладатель Кубка Латвии 2020 года
1-й кв. раунд Лиги конференций УЕФА
| Команда 1 | Итог | Команда 2 | 1-й матч | 2-й матч |
| --------- | ---- | --------- | -------- | -------- |
| Лиепая    | 5:2  | Струга    | 1:1      | 4:1      |

2-й кв. раунд Лиги конференций УЕФА
| Команда 1    | Итог         | Команда 2 | 1-й матч | 2-й матч |
| ------------ | ------------ | --------- | -------- | -------- |
| ЦСКА (София) | 0:0 (п. 3:1) | Лиепая    | 0:0      | 0:0      |

### РФС Рига
2-e место в Высшей лиге Латвии 2020 года
1-й кв. раунд Лиги конференций УЕФА
| Команда 1 | Итог | Команда 2   | 1-й матч | 2-й матч    |
| --------- | ---- | ----------- | -------- | ----------- |
| РФС       | 6:5  | КИ Клаксвик | 2:3      | 4:2 (д. в.) |

2-й кв. раунд Лиги конференций УЕФА
| Команда 1 | Итог | Команда 2        | 1-й матч | 2-й матч |
| --------- | ---- | ---------------- | -------- | -------- |
| РФС       | 5:0  | Академия Пушкаша | 3:0      | 2:0      |

3-й кв. раунд Лиги конференций УЕФА
| Команда 1 | Итог | Команда 2 | 1-й матч | 2-й матч |
| --------- | ---- | --------- | -------- | -------- |
| Гент      | 3:2  | РФС       | 2:2      | 1:0      |

### «Валмиера»
3-e место в Высшей лиге Латвии 2020 года
1-й кв. раунд Лиги конференций УЕФА
| Команда 1 | Итог | Команда 2 | 1-й матч | 2-й матч |
| --------- | ---- | --------- | -------- | -------- |
| Судува    | 2:1  | Валмиера  | 2:1      | 0:0      |

## Сезон 2022/23

### РФС Рига
Чемпион Латвии 2021 года
1-й кв. раунд Лиги чемпионов УЕФА
| Команда 1 | Итог         | Команда 2 | 1-й матч | 2-й матч |
| --------- | ------------ | --------- | -------- | -------- |
| ХИК       | 2:2 (п. 5:4) | РФС       | 1:0      | 1:2      |

По результатам жеребьёвки проигравшая в паре ХИК − РФС команда попала в третий отборочный раунд Лиги конференций.
3-й кв. раунд Лиги конференций УЕФА
| Команда 1 | Итог | Команда 2  | 1-й матч | 2-й матч |
| --------- | ---- | ---------- | -------- | -------- |
| РФС       | 4:2  | Хибернианс | 1:1      | 3:1      |

Раунд плей-офф Лиги конференций УЕФА
| Команда 1 | Итог         | Команда 2 | 1-й матч | 2-й матч |
| --------- | ------------ | --------- | -------- | -------- |
| РФС       | 3:3 (п. 4:2) | Линфилд   | 2:2      | 1:1      |

Групповой этап Лиги конференций УЕФА. Группа A
| Команда 1  | Счёт | Команда 2  |
| ---------- | ---- | ---------- |
| Фиорентина | 1:1  | РФС        |
| РФС        | 0:2  | Хартс      |
| РФС        | 0:0  | Башакшехир |
| Башакшехир | 3:0  | РФС        |
| Хартс      | 2:1  | РФС        |
| РФС        | 0:3  | Фиорентина |

Итоговая таблица
| М | Команда    | И | В | Н | П | Мячи   | ±   | О  |
| - | ---------- | - | - | - | - | ------ | --- | -- |
| 1 | Башакшехир | 6 | 4 | 1 | 1 | 14 − 3 | +11 | 13 |
| 2 | Фиорентина | 6 | 4 | 1 | 1 | 14 − 6 | +8  | 13 |
| 3 | Хартс      | 6 | 2 | 0 | 4 | 6 − 16 | −10 | 6  |
| 4 | РФС        | 6 | 0 | 2 | 4 | 2 − 11 | −9  | 2  |

И — игры, В — выигрыши, Н — ничьи, П — проигрыши, Мячи — забитые и пропущенные голы, ± — разница голов, О — очки

### «Валмиера»
2-e место в Высшей лиге Латвии 2021 года
2-й кв. раунд Лиги конференций УЕФА
| Команда 1 | Итог | Команда 2 | 1-й матч | 2-й матч |
| --------- | ---- | --------- | -------- | -------- |
| Валмиера  | 2:5  | Шкендия   | 1:2      | 1:3      |

### «Лиепая»
3-e место в Высшей лиге Латвии 2021 года
1-й кв. раунд Лиги конференций УЕФА
| Команда 1 | Итог | Команда 2 | 1-й матч | 2-й матч |
| --------- | ---- | --------- | -------- | -------- |
| Гиляни    | 2:3  | Лиепая    | 1:0      | 1:3      |

2-й кв. раунд Лиги конференций УЕФА
| Команда 1 | Итог | Команда 2 | 1-й матч | 2-й матч |
| --------- | ---- | --------- | -------- | -------- |
| Лиепая    | 0:4  | Янг Бойз  | 0:1      | 0:3      |

### «Рига»
4-e место в Высшей лиге Латвии 2021 года
1-й кв. раунд Лиги конференций УЕФА
| Команда 1  | Итог | Команда 2 | 1-й матч | 2-й матч |
| ---------- | ---- | --------- | -------- | -------- |
| Дерри Сити | 0:4  | Рига      | 0:2      | 0:2      |

2-й кв. раунд Лиги конференций УЕФА
| Команда 1  | Итог | Команда 2 | 1-й матч | 2-й матч |
| ---------- | ---- | --------- | -------- | -------- |
| Ружомберок | 1:5  | Рига      | 0:3      | 1:2      |

3-й кв. раунд Лиги конференций УЕФА
| Команда 1 | Итог | Команда 2   | 1-й матч | 2-й матч |
| --------- | ---- | ----------- | -------- | -------- |
| Рига      | 1:5  | Жил Висенте | 1:1      | 0:4      |

## Сезон 2023/24

### «Валмиера»
Чемпион Латвии 2022 года
1-й кв. раунд Лиги чемпионов УЕФА
| Команда 1         | Итог | Команда 2 | 1-й матч | 2-й матч |
| ----------------- | ---- | --------- | -------- | -------- |
| Олимпия (Любляна) | 4:2  | Валмиера  | 2:1      | 2:1      |

2-й кв. раунд Лиги конференций УЕФА
| Команда 1 | Итог | Команда 2 | 1-й матч | 2-й матч |
| --------- | ---- | --------- | -------- | -------- |
| Тре Пенне | 0:10 | Валмиера  | 0:3      | 0:7      |

3-й кв. раунд Лиги конференций УЕФА
| Команда 1 | Итог | Команда 2 | 1-й матч | 2-й матч |
| --------- | ---- | --------- | -------- | -------- |
| Валмиера  | 1:3  | Партизани | 1:2      | 0:1      |

### «Ауда» Кекава
Обладатель Кубка Латвии 2022 года
2-й кв. раунд Лиги конференций УЕФА
| Команда 1 | Итог | Команда 2        | 1-й матч | 2-й матч |
| --------- | ---- | ---------------- | -------- | -------- |
| Ауда      | 2:5  | Спартак (Трнава) | 1:1      | 1:4      |

### «Рига»
2-e место в Высшей лиге Латвии 2022 года
1-й кв. раунд Лиги конференций УЕФА
| Команда 1 | Итог | Команда 2            | 1-й матч | 2-й матч |
| --------- | ---- | -------------------- | -------- | -------- |
| Рига      | 2:1  | Викингур (Рейкьявик) | 2:0      | 0:1      |

2-й кв. раунд Лиги конференций УЕФА
| Команда 1 | Итог | Команда 2 | 1-й матч | 2-й матч    |
| --------- | ---- | --------- | -------- | ----------- |
| Кечкемет  | 3:4  | Рига      | 2:1      | 1:3 (д. в.) |

3-й кв. раунд Лиги конференций УЕФА
| Команда 1 | Итог | Команда 2 | 1-й матч | 2-й матч |
| --------- | ---- | --------- | -------- | -------- |
| Твенте    | 5:0  | Рига      | 2:0      | 3:0      |

### РФС Рига
3-e место в Высшей лиге Латвии 2022 года
1-й кв. раунд Лиги конференций УЕФА
| Команда 1 | Итог | Команда 2 | 1-й матч | 2-й матч |
| --------- | ---- | --------- | -------- | -------- |
| Македония | 1:5  | РФС       | 0:1      | 1:4      |

2-й кв. раунд Лиги конференций УЕФА
| Команда 1 | Итог | Команда 2 | 1-й матч | 2-й матч |
| --------- | ---- | --------- | -------- | -------- |
| РФС       | 1:4  | Сабах     | 0:2      | 1:2      |

## Сезон 2024/25

### РФС Рига
Чемпион Латвии 2023 года
1-й кв. раунд Лиги чемпионов УЕФА
| Команда 1 | Итог | Команда 2 | 1-й матч | 2-й матч |
| --------- | ---- | --------- | -------- | -------- |
| РФС       | 7:0  | Ларн      | 3:0      | 4:0      |

2-й кв. раунд Лиги чемпионов УЕФА
| Команда 1  | Итог | Команда 2 | 1-й матч | 2-й матч |
| ---------- | ---- | --------- | -------- | -------- |
| Будё-Глимт | 7:1  | РФС       | 4:0      | 3:1      |

3-й кв. раунд Лиги Европы УЕФА
| Команда 1       | Итог | Команда 2 | 1-й матч | 2-й матч |
| --------------- | ---- | --------- | -------- | -------- |
| УЭ Санта-Колома | 0:9  | РФС       | 0:2      | 0:7      |

Раунд плей-офф Лиги Европы УЕФА
| Команда 1 | Итог         | Команда 2 | 1-й матч | 2-й матч |
| --------- | ------------ | --------- | -------- | -------- |
| РФС       | 3:3 (п. 4:2) | АПОЭЛ     | 2:1      | 1:2      |

Общий этап Лиги Европы УЕФА
| Команда 1           | Счёт | Команда 2   |
| ------------------- | ---- | ----------- |
| ФКСБ                | 4:1  | РФС         |
| РФС                 | 2:2  | Галатасарай |
| Айнтрахт            | 1:0  | РФС         |
| РФС                 | 1:1  | Андерлехт   |
| РФС                 | 0:2  | ПАОК        |
| Маккаби (Тель-Авив) | 2:1  | РФС         |
| РФС                 | 1:0  | Аякс        |
| Динамо (Киев)       | 1:0  | РФС         |

### «Рига»
Обладатель Кубка Латвии 2023 года
2-й кв. раунд Лиги конференций УЕФА
| Команда 1 | Итог | Команда 2 | 1-й матч | 2-й матч |
| --------- | ---- | --------- | -------- | -------- |
| Рига      | 2:3  | Шлёнск    | 1:0      | 1:3      |

### «Ауда» Кекава
3-e место в Высшей лиге Латвии 2023 года
1-й кв. раунд Лиги конференций УЕФА
| Команда 1 | Итог | Команда 2 | 1-й матч | 2-й матч |
| --------- | ---- | --------- | -------- | -------- |
| Ауда      | 3:0  | Б-36      | 2:0      | 1:0      |

2-й кв. раунд Лиги конференций УЕФА
| Команда 1   | Итог | Команда 2 | 1-й матч | 2-й матч |
| ----------- | ---- | --------- | -------- | -------- |
| Клифтонвилл | 1:4  | Ауда      | 1:2      | 0:2      |

3-й кв. раунд Лиги конференций УЕФА
| Команда 1 | Итог | Команда 2 | 1-й матч | 2-й матч    |
| --------- | ---- | --------- | -------- | ----------- |
| Ауда      | 2:3  | Дрита     | 1:0      | 1:3 (д. в.) |

### «Лиепая»
5-e место в Высшей лиге Латвии 2023 года
1-й кв. раунд Лиги конференций УЕФА
| Команда 1 | Итог | Команда 2 | 1-й матч | 2-й матч |
| --------- | ---- | --------- | -------- | -------- |
| Лиепая    | 1:3  | Вуйчингур | 1:1      | 0:2      |

## Сезон 2025/26

### РФС Рига
Чемпион Латвии 2024 года
1-й кв. раунд Лиги чемпионов УЕФА
| Команда 1 | Итог | Команда 2 | 1-й матч | 2-й матч |
| --------- | ---- | --------- | -------- | -------- |
| Левадия   | 0:2  | РФС       | 0:1      | 0:1      |

2-й кв. раунд Лиги чемпионов УЕФА
| Команда 1 | Итог | Команда 2 | 1-й матч | 2-й матч |
| --------- | ---- | --------- | -------- | -------- |
| РФС       | 1:5  | Мальмё    | 1:4      | 0:1      |

3-й кв. раунд Лиги Европы УЕФА
| Команда 1 | Итог | Команда 2 | 1-й матч | 2-й матч |
| --------- | ---- | --------- | -------- | -------- |
| РФС       | 1:3  | КуПС      | 1:2      | 0:1      |

Раунд плей-офф Лиги конференций УЕФА
| Команда 1       | Итог | Команда 2 | 1-й матч | 2-й матч |
| --------------- | ---- | --------- | -------- | -------- |
| Хамрун Спартанс |      | РФС       | -        | -        |

### «Рига»
2-e место в Высшей лиге Латвии 2024 года
2-й кв. раунд Лиги конференций УЕФА
| Команда 1 | Итог | Команда 2 | 1-й матч | 2-й матч |
| --------- | ---- | --------- | -------- | -------- |
| Рига      | 5:4  | Дила      | 2:1      | 3:3      |

3-й кв. раунд Лиги конференций УЕФА
| Команда 1 | Итог | Команда 2 | 1-й матч | 2-й матч |
| --------- | ---- | --------- | -------- | -------- |
| Рига      | 4:3  | Бейтар    | 3:0      | 1:3      |

Раунд плей-офф Лиги конференций УЕФА
| Команда 1      | Итог | Команда 2 | 1-й матч | 2-й матч |
| -------------- | ---- | --------- | -------- | -------- |
| Спарта (Прага) |      | Рига      | -        | -        |

### «Ауда» Кекава
3-e место в Высшей лиге Латвии 2024 года
1-й кв. раунд Лиги конференций УЕФА
| Команда 1 | Итог         | Команда 2 | 1-й матч | 2-й матч    |
| --------- | ------------ | --------- | -------- | ----------- |
| Ларн      | 2:2 (п. 4:2) | Ауда      | 0:0      | 2:2 (д. в.) |

### «Даугавпилс»
5-e место в Высшей лиге Латвии 2024 года
1-й кв. раунд Лиги конференций УЕФА
| Команда 1 | Итог | Команда 2  | 1-й матч | 2-й матч |
| --------- | ---- | ---------- | -------- | -------- |
| Влазния   | 4:3  | Даугавпилс | 0:1      | 4:2      |